# Пиголи
Пиголи (тат. Пиголи) — деревня в Лаишевском районе Республики Татарстан. Входит в состав Никольского сельского поселения.

## География
Деревня расположена вокруг озера Пиголи, в 1,9 км южнее оз. Мышаново.

## История
Основана в период Казанского ханства.
В 1550-х гг. была заселена русскими крестьянами, принадлежавшими Казанскому архиерейскому дому, в 1764 г. переведены в разряд экономических, позднее — государственных крестьян.
До 1920 года деревня входила в состав Столбищенской волости Казанского уезда Казанской губернии. С 1920 года находилась в составе Арского кантона Татарской АССР, с 14 февраля 1927 года — в Казанском сельском, с 4 августа 1938 г. в Столбищенском, с 26 марта 1959 в Лаишевском, 1 февраля 1963 года — в Пестречинском, с 12 января 1965 года — вновь в Лаишевском районе.

## Население
| 2002 |
| ---- |
| 73   |

Историческая численность населения: в 1782 г. — 79 душ мужского пола, в 1859 г. — 432, в 1897 г. — 546, в 1908 г. — 613, в 1920 г. — 667, в 1949 г. — 438, в 1958 г. — 448, в 1970 г. — 343, в 1979 г. — 216, в 1989 г. — 117 человек.

## Инфраструктура
Пиголинский фельдшерско-акушерский пункт.
Первые жители занимались земледелием, разведением скота, пчеловодством, мукомольным промыслом, плетением шлей (ремней для хомутов).
В 1892 г. открылась церковно-приходская школа. В начале XX века действовали 5 ветряных мельниц, 3 мелочные лавки.

## Транспорт
Автобус маршрута Лаишево — Пиголи. Деревня находится примерно в 40 километрах к югу от железнодорожной станции Казань.
Прямые пригородные автобусные маршруты из Казани начали ездить в Пиголи с начала 1990-х годов — маршрут № 108 связывал деревню с казанским автовокзалом. В конце 1990-х годов он был перенумерован № 308 и стал отправляться от Приволжского рынка, а в середине 2010-х — в № 118.